# 岡谷駅
岡谷駅（おかやえき）は、長野県岡谷市本町一丁目にある、東日本旅客鉄道（JR東日本）中央本線の駅である。
本稿では、駅の南側にある日本貨物鉄道（JR貨物）のコンテナ集配基地の岡谷オフレールステーション（現：岡谷新営業所）についても記述する。

## 概要

岡谷駅付近の路線図。塩尻駅までの営業キロは辰野経由で 27.7 km、みどり湖経由で 11.7 kmである。

諏訪湖の西のほとりに位置し、古くは製糸業、現在では精密機械工業が盛んで「東洋のスイス」とも呼ばれる岡谷市の中心駅である。標高は766.2メートル。南東には諏訪湖から唯一流れ出る川、天竜川の起点である釜口水門がある。
当駅は中央本線の途中駅であったが、当駅 - 塩尻間は大きく迂回するルートであったため、この間を通過する列車はかなり時間をかけて運行していた。しかし、時代の経過とともに旅客需要が増加してきたため、それに対応すべく短絡線が検討され（当時も今の短絡線のルートを通る予定であったが、当時の技術では建設困難であった）、1983年（昭和58年）に全区間複線の塩嶺トンネル（当駅西方約1.3 km）が開通した。それによって当駅 - 塩尻間の所要時間が大幅に短縮されるとともに、新線と旧線の分岐駅となることとなった。現在定期運行の特急列車はすべて塩嶺トンネル経由（みどり湖経由）で運行されている。一方、下諏訪方へは旧線区間同様、普門寺信号場まで単線が残る。
特急「あずさ」の大部分が停車する。また、快速「みすず」を含む飯田線のほとんどの列車が辰野駅から当駅まで乗り入れる。飯田線と旧線区間の当駅 - 辰野間は一体となって運行されているため、乗り換えなしで飯田方面に行くことができる。

## 歴史
- 1905年（明治38年）11月25日：鉄道院中央本線の富士見駅からの延伸時に終着駅として開業[1]。一般駅[3]。
- 1906年（明治39年）6月11日：辰野駅経由で塩尻駅まで中央線が延伸[4]。
- 1933年（昭和8年）
  - 3月23日：省営自動車和田峠北線（丸子町（丸子鉄道丸子町駅） - 上和田間）、和田峠南線（下諏訪 - 岡谷（中央本線岡谷駅）間）の運輸営業を開始[告示 1]。
  - 10月14日：省営自動車（上和田 - 下諏訪間）の運輸営業を開始。岡谷 - 丸子町間を和田峠線に改称[告示 2]。
- 1949年（昭和24年）6月1日：日本国有鉄道に移管[5]。
- 1952年（昭和27年）11月：鉄筋コンクリート造りの平屋建て駅舎が竣工[6][7]。
- 1963年（昭和38年）11月1日：電報取扱廃止[8]。
- 1983年（昭和58年）
  - 2月28日：構内の橋はかりを廃止[9]。
  - 7月5日：みどり湖駅経由の新線が塩尻駅まで開通。
- 1985年（昭和60年）3月14日：0番線が竣工し、使用を開始。
- 1986年（昭和61年）11月1日：荷物・貨物の取り扱いを廃止[3]。代替として岡谷コンテナセンターが設置される[3]。
- 1987年（昭和62年）4月1日：国鉄分割民営化により、JR東日本の駅となる[10]。コンテナセンターはJR貨物が継承。
- 2005年（平成17年）12月12日：自動改札機を導入。
- 2006年（平成18年）4月1日：岡谷コンテナセンターが岡谷オフレールステーションに改称。
- 2014年（平成26年）4月1日：ICカード「Suica」の利用が茅野方面とみどり湖方面が可能となる[11]。東京近郊区間に編入される[11]。
- 2016年（平成28年）3月15日：駅舎の改修工事が完工[12]。
- 2018年（平成30年）4月1日：岡谷オフレールステーションが岡谷新営業所に改称[13]。
- 2020年（令和2年）
  - 9月30日：みどりの窓口の営業を終了[2]。
  - 10月1日：話せる指定席券売機を導入[2]。
- 2025年（令和7年）2月：駅番号にCO 59を設定[14]。

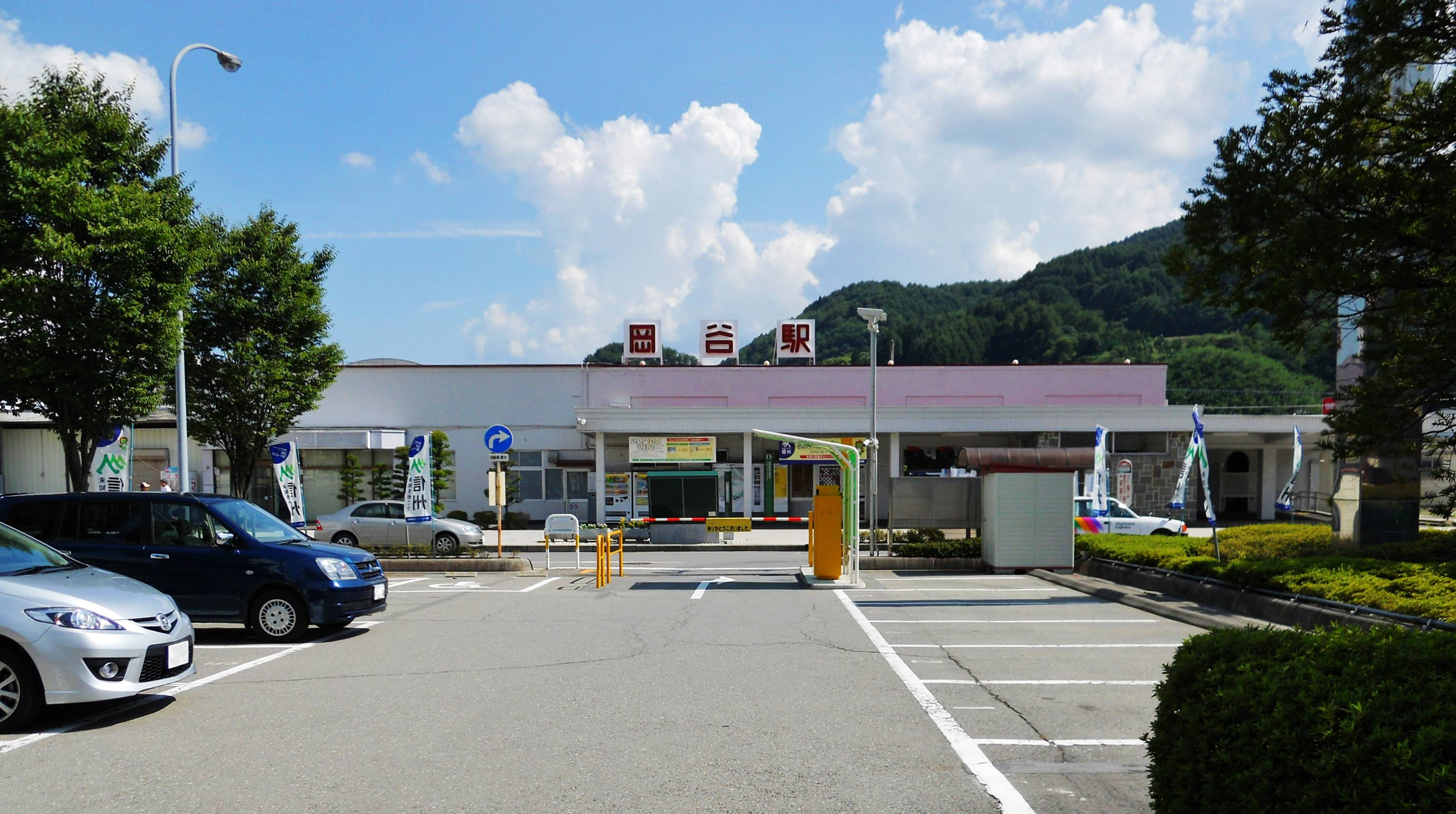
改修前の駅舎（2010年8月）

## 駅構造
地上駅である。駅舎に接したホームには単式ホーム1線（1番線）と、塩尻・辰野方に切欠きホームの0番線がある。その奥に島式ホーム1面2線があり、駅舎側より2番線、3番線となる。また、このほかに留置線1線を有している。2つのホームは改札を入って右側の地下道で結ばれている。改札口は駅舎側のみあり、駅舎外にある自由通路により南北を連絡している。
駅舎は、外壁を赤レンガ造り風にしたり、クラシック調の窓枠や内壁や天井などの塗り替えを行うことで、1952年（昭和27年）に竣工したコンクリート造りの平屋建ての外観や内装等を改装したものである。
塩嶺トンネル開通時に飯田線直通の急行列車（現在は定期列車としての急行列車は廃止）が当駅を経由するようになり、分割併結する設備が必要となったため、駅設備が拡張された。
直営駅（駅長配置）であり、管理駅として川岸駅を管理している。駅舎内部には、自動券売機、指定席券売機、話せる指定席券売機、自動改札機、待合所などのほか、キヨスク（改札外待合室から利用可能）がある。また、岡谷市の物産などが陳列された棚もある。2014年（平成26年）4月1日より松本駅まで東京近郊区間に編入され、Suicaなど交通系IC乗車券が当駅に導入されたが辰野方面は引き続きエリア対象外となっている。

### のりば
駅舎側から、以下のとおりである。便宜上、飯田線は中央本線（辰野支線）に包括する。
| 番線 | 路線                  | 方向 | 行先                   | 備考                      |
| ---- | --------------------- | ---- | ---------------------- | ------------------------- |
| 0    | ■中央本線（辰野支線） | -    | 川岸・辰野方面         |                           |
| 1    | 中央本線              | 上り | 上諏訪・甲府・新宿方面 | 一部列車は2番線           |
| 2・3 | ■中央本線（辰野支線） | -    | 川岸・辰野方面         |                           |
| 2・3 | 中央本線              | 下り | 塩尻・松本方面         | みどり湖経由、特急は3番線 |

辰野支線は0・2・3番線と時間によってホームが異なる。快速「みすず」は当駅2番線で方向転換し、飯田方面もしくは長野方面へ向かう。

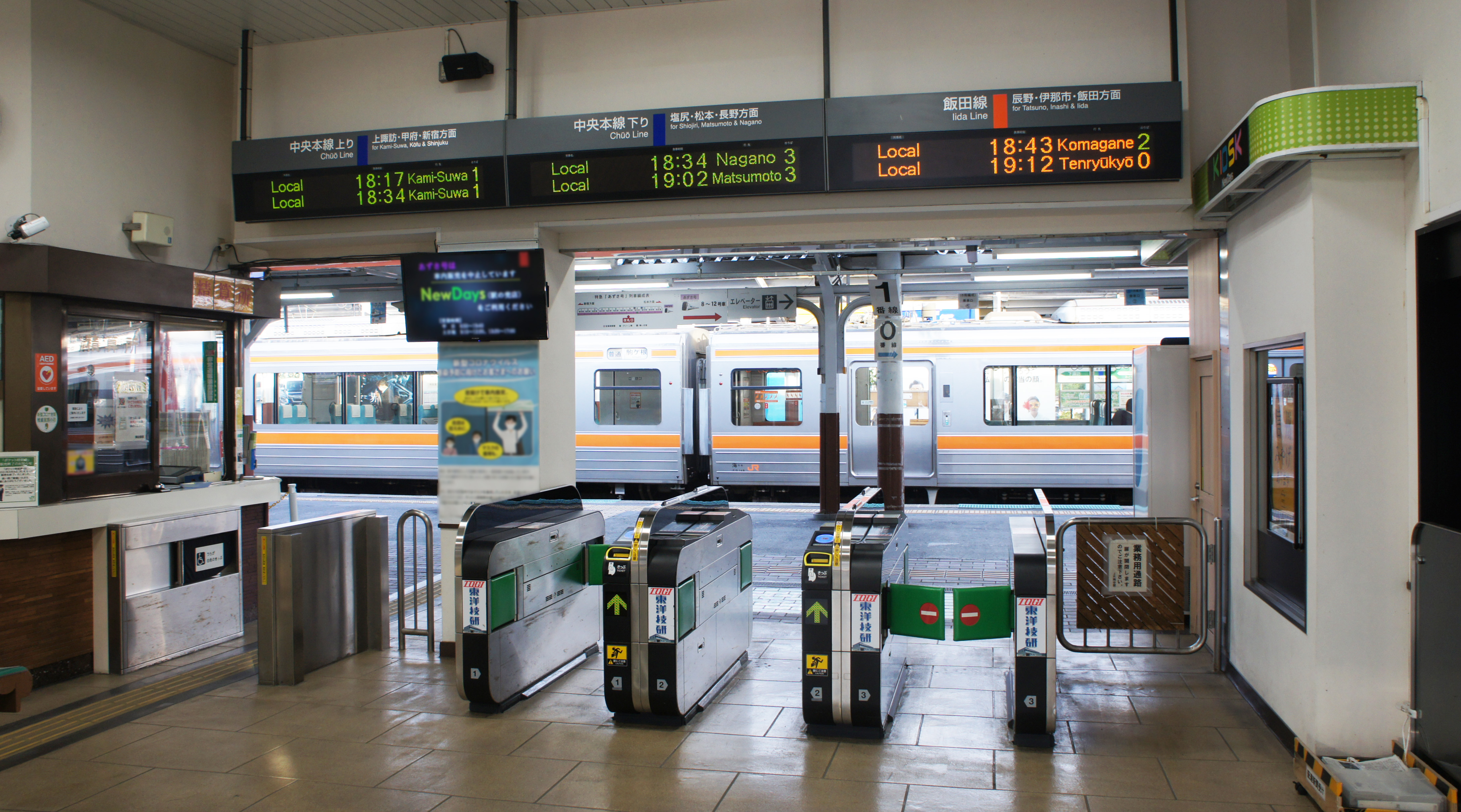
改札口（2021年6月）
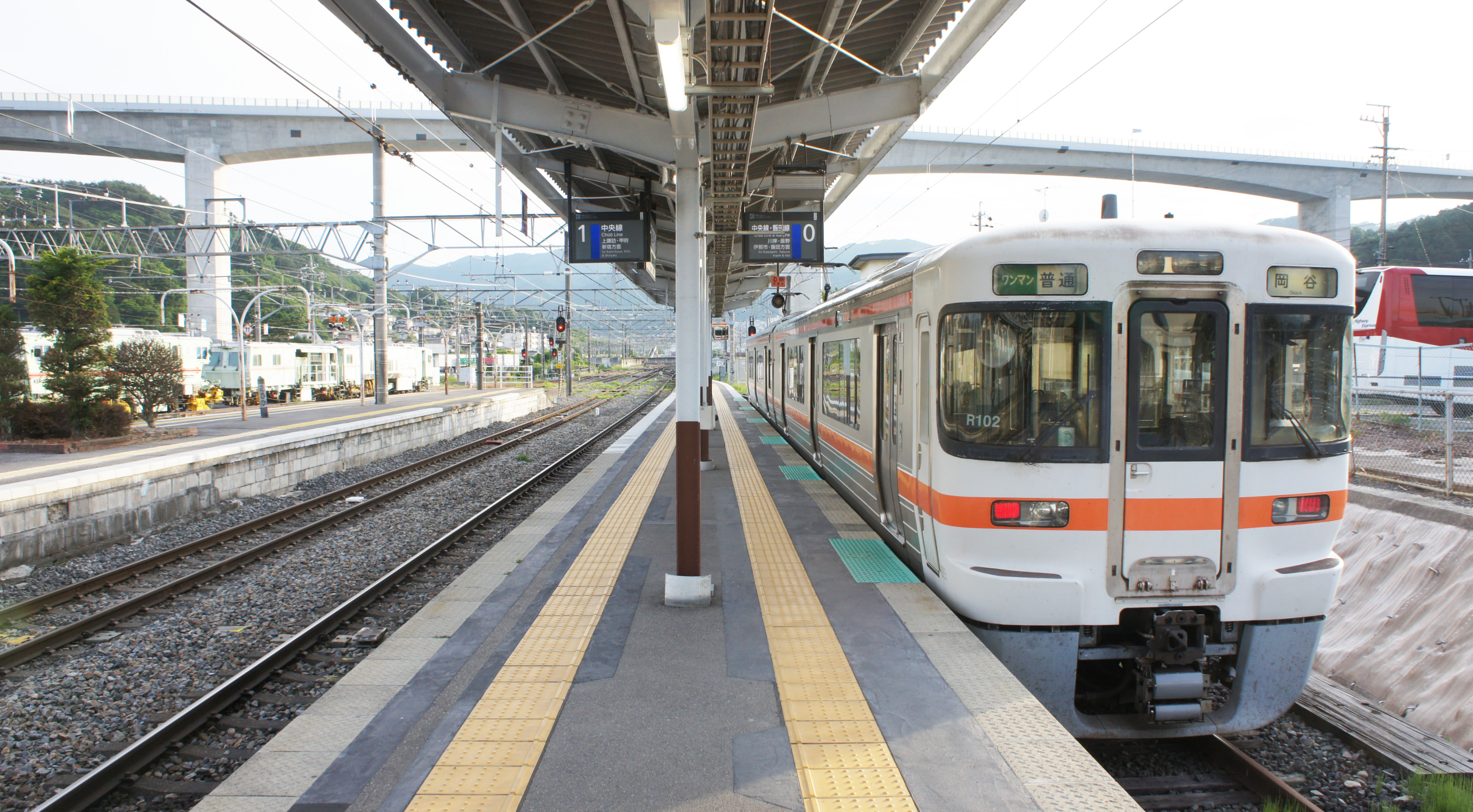
0・1番線ホーム（2021年6月）
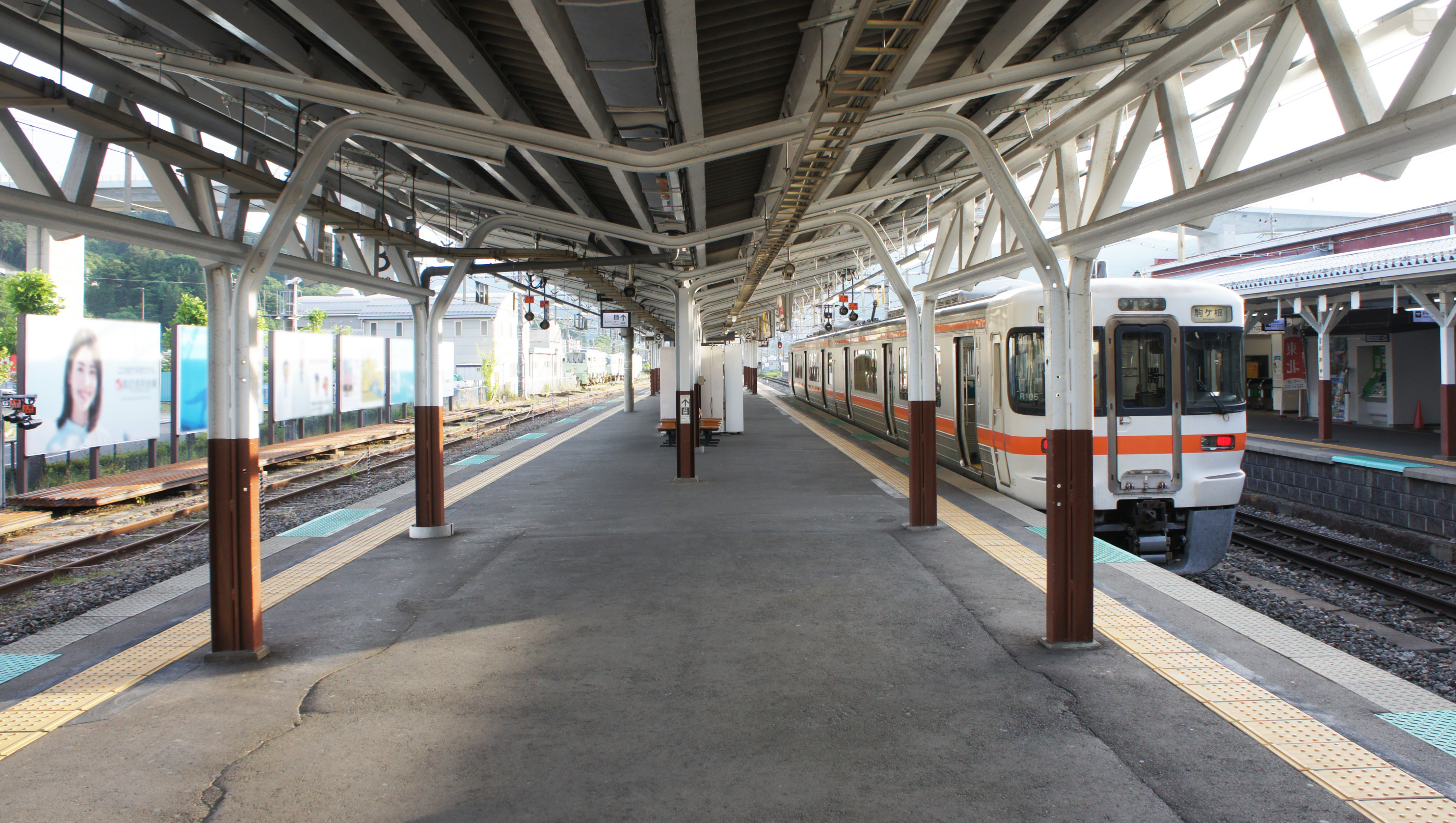
2・3番線ホーム（2021年6月）
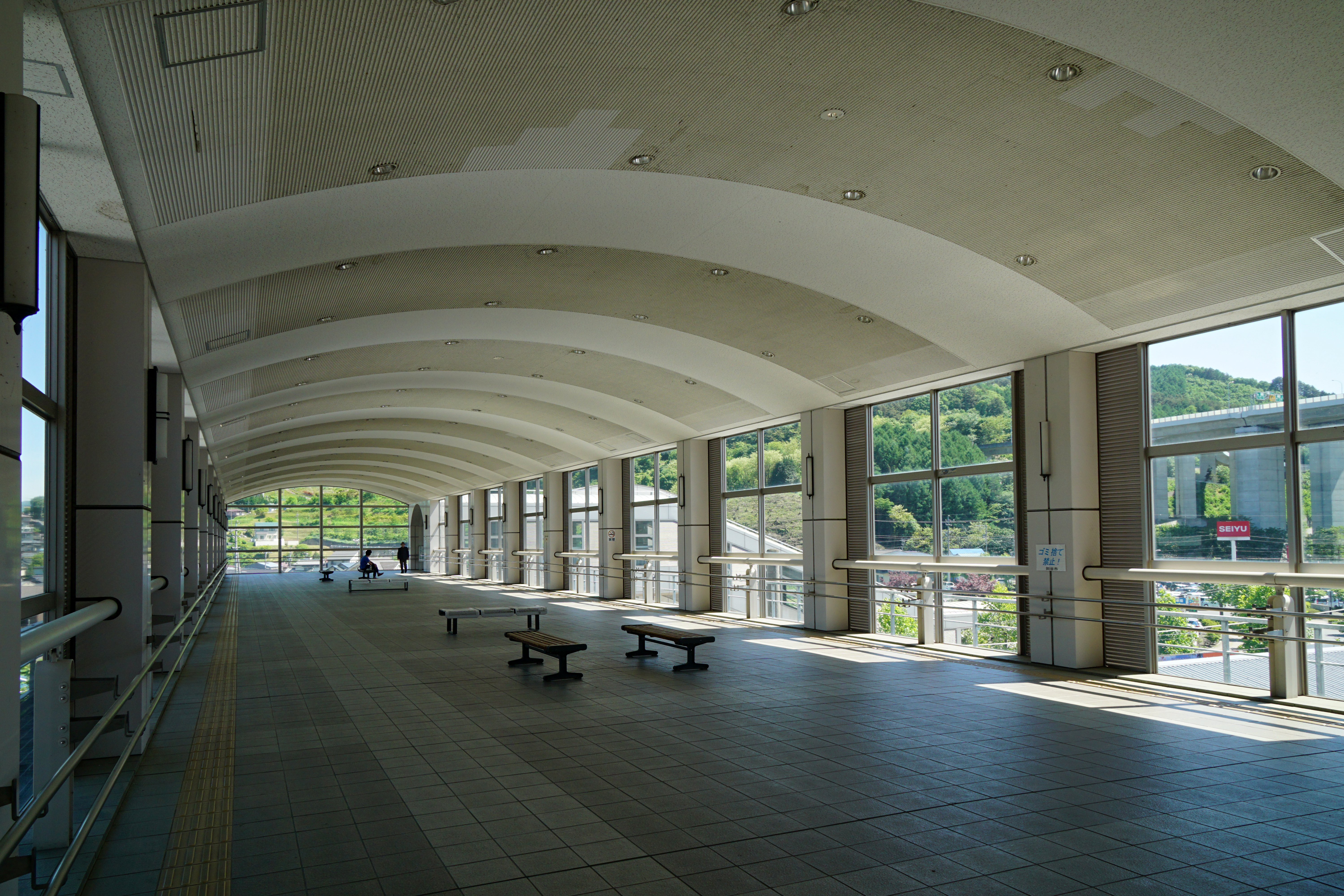
自由通路（2017年5月）

## 岡谷オフレールステーション

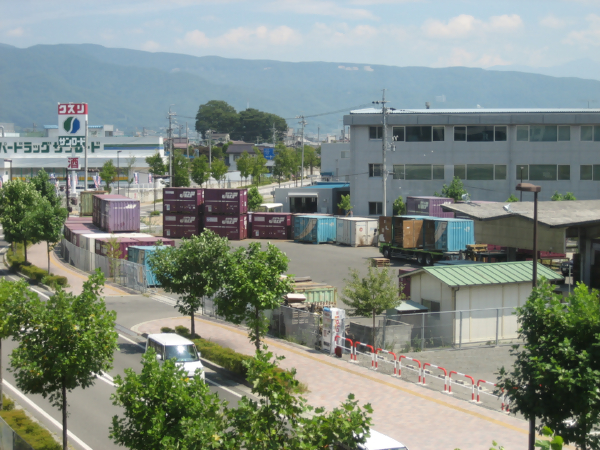
岡谷ORS

岡谷オフレールステーション（略称、岡谷ORS・北緯36度3分24.2秒 東経138度2分46秒）は、駅の南側にあるJR貨物のコンテナ集配基地（オフレールステーション）。2019年（平成31年）3月時点では業態規模が見直され「岡谷新営業所」を名乗っている。線路は敷設されていないため貨物駅ではなく、貨物列車の発着もない。現在は列車代替のトラック便が1日3往復、南松本駅との間に運行されている。
取扱貨物は、コンテナ貨物のみで、12 ftコンテナを取り扱っている。
1986年（昭和61年）に駅での貨物取り扱いが廃止され、代替として「岡谷コンテナセンター」が設置された。その後、2006年（平成18年）の名称整理の際に「岡谷オフレールステーション」に改称したが、前述のように現在は「岡谷新営業所」に改称された。駅で貨物取り扱いを行っていた当時は、ホーム南側に2面2線のコンテナホームが、駅舎東側に1面2線の有蓋車用貨物ホームが設置されていた。

## 利用状況
JR東日本によると、2023年度（令和5年度）の1日平均乗車人員は2,762人である。
2000年度（平成12年度）以降の推移は以下のとおりである。
| 1日平均乗車人員推移 | 1日平均乗車人員推移 | 1日平均乗車人員推移 | 1日平均乗車人員推移 | 1日平均乗車人員推移    |
| 年度                | 定期外              | 定期                | 合計                | 出典                   |
| ------------------- | ------------------- | ------------------- | ------------------- | ---------------------- |
| 2000年（平成12年）  |                     |                     | 4,545               | [ 利用客数 2 ]         |
| 2001年（平成13年）  |                     |                     | 4,349               | [ 利用客数 3 ]         |
| 2002年（平成14年）  |                     |                     | 3,842               | [ 利用客数 4 ]         |
| 2003年（平成15年）  |                     |                     | 3,729               | [ 利用客数 5 ]         |
| 2004年（平成16年）  |                     |                     | 3,592               | [ 利用客数 6 ]         |
| 2005年（平成17年）  |                     |                     | 3,452               | [ 利用客数 7 ]         |
| 2006年（平成18年）  |                     |                     | 3,296               | [ 利用客数 8 ]         |
| 2007年（平成19年）  |                     |                     | 3,292               | [ 1 ] [ 利用客数 9 ]   |
| 2008年（平成20年）  |                     |                     | 3,243               | [ 利用客数 10 ]        |
| 2009年（平成21年）  |                     |                     | 3,109               | [ 1 ] [ 利用客数 11 ]  |
| 2010年（平成22年）  |                     |                     | 3,123               | [ 利用客数 12 ]        |
| 2011年（平成23年）  |                     |                     | 3,043               | [ 17 ] [ 利用客数 13 ] |
| 2012年（平成24年）  | 1,158               | 1,987               | 3,146               | [ 利用客数 14 ]        |
| 2013年（平成25年）  | 1,144               | 2,038               | 3,182               | [ 利用客数 15 ]        |
| 2014年（平成26年）  | 1,127               | 1,982               | 3,109               | [ 利用客数 16 ]        |
| 2015年（平成27年）  | 1,157               | 2,009               | 3,167               | [ 利用客数 17 ]        |
| 2016年（平成28年）  | 1,264               | 2,005               | 3,270               | [ 利用客数 18 ]        |
| 2017年（平成29年）  | 1,259               | 1,968               | 3,227               | [ 利用客数 19 ]        |
| 2018年（平成30年）  | 1,259               | 1,992               | 3,252               | [ 利用客数 20 ]        |
| 2019年（令和元年）  | 1,114               | 1,992               | 3,106               | [ 利用客数 21 ]        |
| 2020年（令和02年）  | 536                 | 1,905               | 2,442               | [ 利用客数 22 ]        |
| 2021年（令和03年）  | 602                 | 1,790               | 2,392               | [ 利用客数 23 ]        |
| 2022年（令和04年）  | 823                 | 1,792               | 2,615               | [ 利用客数 24 ]        |
| 2023年（令和05年）  | 983                 | 1,779               | 2,762               | [ 利用客数 1 ]         |

## 駅周辺

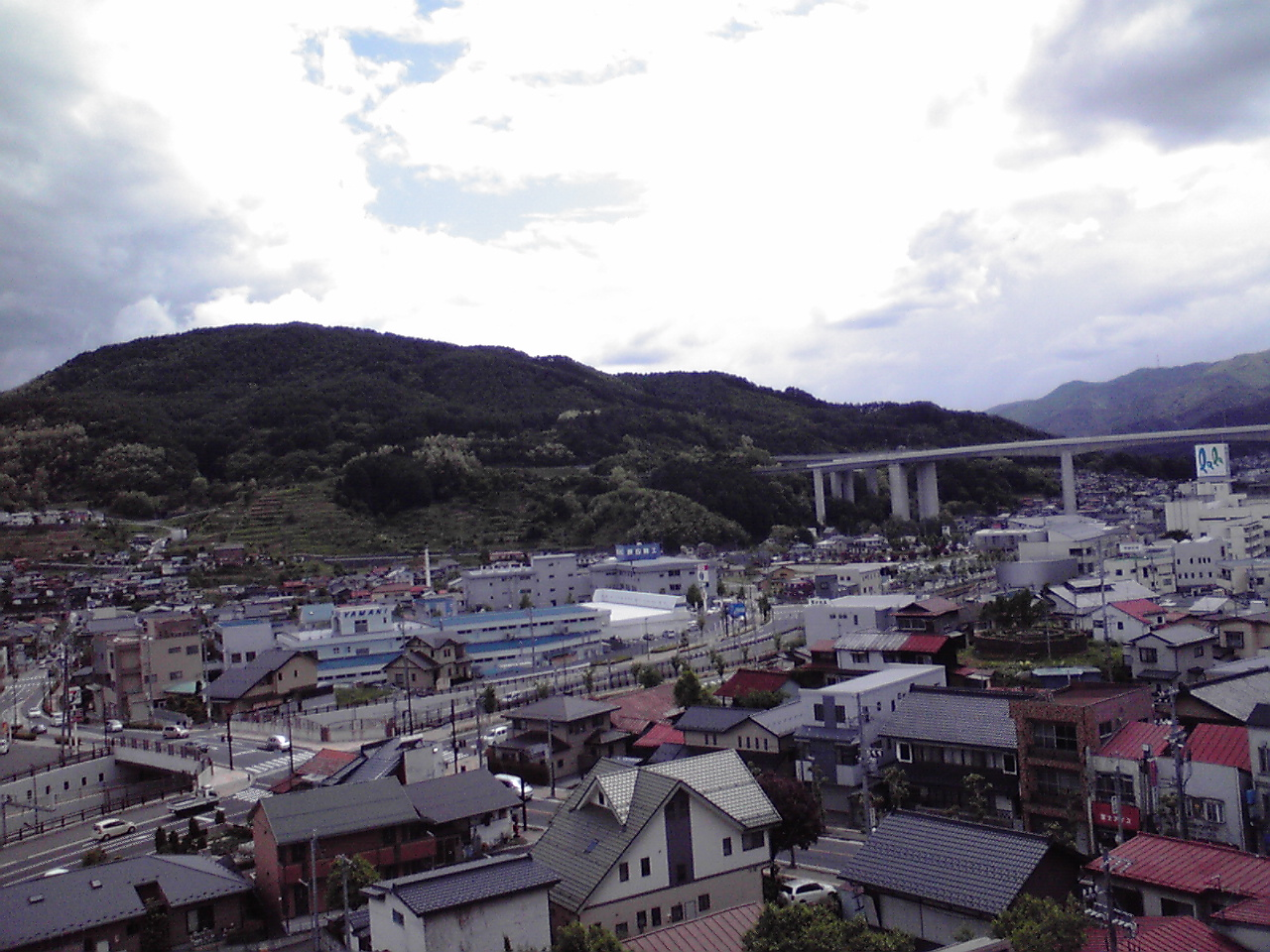
駅周辺

駅前広場は整備されており、バスやタクシーなどが発着する。駅前には商業ビル「ララオカヤ」があるが、2022年（令和4年）11月30日をもって閉鎖された。
岡谷の市街地は当駅から北東方向に広がっている。駅のすぐ西側では長野自動車道の岡谷高架橋が中央本線をまたいでおり、駅の南200メートルほどの所を流れる天竜川の対岸（左岸）で中央自動車道と合流する岡谷ジャンクションが設けられている。天竜川に沿って700メートルほど東に諏訪湖がある。
- 一駅一名物：平和のナイスミディ像（裸婦のブロンズ像）- 塩嶺トンネル、駅前の開発事業の完成に伴って、かつて岡谷に栄えた製糸工業に携わった女性（製糸工女）が平和を願っている姿の彫刻がつくられた。手には生糸が握られている。
- 照光寺
- テクノプラザおかや
- 岡谷簡易裁判所
- 日本年金機構岡谷年金事務所
- 長野自動車道（岡谷高架橋[1]、岡谷JCT）
- 長野県道13号岡谷停車場線
- 釜口水門
- 旧林家住宅[1]
- イルフ童画館[1]
- イルフプラザ - 再開発ビル
- 岡谷市民病院
- 岡谷郵便局
- 岡谷スカラ座
- 洩矢神社
- 岡谷労働基準監督署
- ハローワーク諏訪 岡谷出張所

## バス路線
| 運行事業者                                                                       | 路線・行先                                             | 備考                                                                        |
| 岡谷駅                                                                           | 岡谷駅                                                 | 岡谷駅                                                                      |
| -------------------------------------------------------------------------------- | ------------------------------------------------------ | --------------------------------------------------------------------------- |
| - アルピコ交通（諏訪支社） - 京王バス - フジエクスプレス - 山梨交通 - JRバス関東 | 中央高速バス「諏訪・岡谷線」：バスタ新宿（新宿駅南口） |                                                                             |
| - アルピコ交通（諏訪支社） - 京王バス                                            | 中央高速バス「諏訪・岡谷線」：バスタ新宿（新宿駅南口） |                                                                             |
| アルピコ交通（諏訪支社・大阪支社）                                               | 京都駅烏丸口・大阪梅田                                 |                                                                             |
| アルピコ交通（諏訪支社）                                                         | 下諏訪・上諏訪・茅野方面                               | 平日のみ運行                                                                |
| 岡谷市民バス「シルキーバス」 （アルピコタクシー）                                | - 市街地循環西ルート線 - 川岸線 - やまびこ公園線       | 「やまびこ公園線」の12月1日 - 翌年3月31日は、アイスアリーナ発着ダイヤで運転 |
| 岡谷駅南口                                                                       |                                                        |                                                                             |
| 岡谷市民バス「シルキーバス」 （アルピコタクシー・JRバス関東）                    | - 今井・長地線 - 長地・今井線 - 川岸橋原線             |                                                                             |
| 諏訪湖循環バス「スワンバス」 （諏訪交通・JRバス関東）                            | - 内回り線 - 外回り線                                  |                                                                             |

## 隣の駅
東日本旅客鉄道（JR東日本）
 中央本線
- 特急「あずさ」一部停車駅

□快速「みすず」・■普通「みすず」
（川岸駅 - ） 岡谷駅 (CO 59) - みどり湖駅 (CO 60)
□快速・■普通
下諏訪駅 (CO 58) - 岡谷駅 (CO 59) - みどり湖駅 (CO 60)
■中央本線（辰野支線）
□快速「みすず」
（みどり湖駅 (CO 60) - ） 岡谷駅 (CO 59) - 川岸駅
■普通
（下諏訪駅 (CO 58) ／みどり湖駅 (CO 60) - ） 岡谷駅 (CO 59) - 川岸駅

### 記事本文
1. 1 2 3 4 5 6 7 8 9 10 11 12 13 14 15 16  『長野県鉄道全駅』 61頁
2. 1 2 3  “駅の情報（岡谷駅）：JR東日本”.   東日本旅客鉄道. 2020年9月2日時点のオリジナルよりアーカイブ。2020年9月2日閲覧。
3. 1 2 3  石野哲 編『停車場変遷大事典 国鉄・JR編 II』（初版）JTB、1998年10月1日、184頁。ISBN 978-4-533-02980-6。
4. ↑  歴史でめぐる鉄道全路線 国鉄・JR 5号、23頁
5. ↑  歴史でめぐる鉄道全路線 国鉄・JR 5号、25頁
6. 1 2  「岡谷駅舎改修 産業遺産風に JR東日本 来年完成」『中日新聞』中日新聞社、2015年6月18日、朝刊 信州版 16。
7. ↑  「第8章 施設／2 営業用建物」『長鉄局二十年史』日本国有鉄道長野鉄道管理局、1971年3月30日、477頁。
8. ↑  日本電信電話公社報　昭和38年11月19日第2099号
9. ↑  「「通報」橋はかりの廃止について（貨物局）」『鉄道公報』日本国有鉄道総裁室文書課、1983
-02-26 エラー: 日付が正しく記入されていません。（説明）、3面。
10. ↑  歴史でめぐる鉄道全路線 国鉄・JR 5号、27頁
11. 1 2  『Suicaの一部サービスをご利用いただける駅が増えます』（PDF）（プレスリリース）東日本旅客鉄道、2013年11月29日。オリジナルの2019年2月14日時点におけるアーカイブ。2020年3月24日閲覧。
12. ↑  「岡谷駅外観、製糸の街らしく 大祭前に改修工事終了 2016御柱祭」『信濃毎日新聞』2016年3月16日。オリジナルの2016年3月19日時点におけるアーカイブ。2025年5月22日閲覧。
13. ↑  石野哲『駅名来歴事典 国鉄・JR・第三セクター編』p.80 JTBパブリッシング刊 2022年、ISBN 978-4-533-15118-7
14. ↑  『JR東日本長野支社管内へ「駅ナンバリング」を拡大します』（PDF）（プレスリリース）東日本旅客鉄道長野支社、2024年12月13日。オリジナルの2024年12月13日時点におけるアーカイブ。2024年12月16日閲覧。
15. 1 2 3 4  “JR東日本：駅構内図・バリアフリー情報（岡谷駅）”.   東日本旅客鉄道. 2025年5月22日閲覧。
16. 1 2  『長野県鉄道全駅』 32頁
17. ↑  長野県統計書（平成23年版）（2015年2月13日アーカイブ） - 国立国会図書館Web Archiving Project

### 告示
1. ↑  「鉄道省告示第77号」『官報』1933年3月23日（国立国会図書館デジタルコレクション）
2. ↑  「鉄道省告示第468号」、「鉄道省告示第469号」『官報』1933年10月11日（国立国会図書館デジタルコレクション）

### 利用状況
1. 1 2  各駅の乗車人員（2023年度） - JR東日本
2. ↑  各駅の乗車人員（2000年度） - JR東日本
3. ↑  各駅の乗車人員（2001年度） - JR東日本
4. ↑  各駅の乗車人員（2002年度） - JR東日本
5. ↑  各駅の乗車人員（2003年度） - JR東日本
6. ↑  各駅の乗車人員（2004年度） - JR東日本
7. ↑  各駅の乗車人員（2005年度） - JR東日本
8. ↑  各駅の乗車人員（2006年度） - JR東日本
9. ↑  各駅の乗車人員（2007年度） - JR東日本
10. ↑  各駅の乗車人員（2008年度） - JR東日本
11. ↑  各駅の乗車人員（2009年度） - JR東日本
12. ↑  各駅の乗車人員（2010年度） - JR東日本
13. ↑  各駅の乗車人員（2011年度） - JR東日本
14. ↑  各駅の乗車人員（2012年度） - JR東日本
15. ↑  各駅の乗車人員（2013年度） - JR東日本
16. ↑  各駅の乗車人員（2014年度） - JR東日本
17. ↑  各駅の乗車人員（2015年度） - JR東日本
18. ↑  各駅の乗車人員（2016年度） - JR東日本
19. ↑  各駅の乗車人員（2017年度） - JR東日本
20. ↑  各駅の乗車人員（2018年度） - JR東日本
21. ↑  各駅の乗車人員（2019年度） - JR東日本
22. ↑  各駅の乗車人員（2020年度） - JR東日本
23. ↑  各駅の乗車人員（2021年度） - JR東日本
24. ↑  各駅の乗車人員（2022年度） - JR東日本